# Hastighetsåkning på skridskor vid olympiska vinterspelen 1994

## Medaljörer

### Medaljtabell
| Pl. | Nation        | Guld | Silver | Brons | Totalt |
| --- | ------------- | ---- | ------ | ----- | ------ |
| 1   | Norge         | 3    | 2      | 0     | 5      |
| 2   | USA           | 3    | 0      | 0     | 3      |
| 3   | Ryssland      | 2    | 2      | 1     | 5      |
| 4   | Tyskland      | 1    | 2      | 3     | 6      |
| 5   | Österrike     | 1    | 1      | 0     | 2      |
| 6   | Nederländerna | 0    | 1      | 3     | 4      |
| 7   | Belarus       | 0    | 1      | 0     | 1      |
| 7   | Kanada        | 0    | 1      | 0     | 1      |
| 9   | Japan         | 0    | 0      | 2     | 2      |
| 10  | Kina          | 0    | 0      | 1     | 1      |
|     | Totalt        | 10   | 10     | 10    | 30     |

### Herrar
| Gren                     | Guld                       | Guld          | Silver                      | Silver   | Brons                        | Brons    |
| 500 meter Detaljer...    | Aleksandr Golubev Ryssland | 36,33 (OR)    | Sergej Klevtjenja Ryssland  | 36,39    | Manabu Horii Japan           | 36,53    |
| 1 000 meter Detaljer...  | Dan Jansen USA             | 1:12,43 (VR)  | Ihar Zjaljazoŭski Belarus   | 1:12,72  | Sergej Klevtjenja Ryssland   | 1:12,85  |
| 1 500 meter Detaljer...  | Johann Olav Koss Norge     | 1:51,29 (VR)  | Rintje Ritsma Nederländerna | 1:51,99  | Falko Zandstra Nederländerna | 1:52,38  |
| 5 000 meter Detaljer...  | Johann Olav Koss Norge     | 6:34,96 (VR)  | Kjell Storelid Norge        | 6:42,68  | Rintje Ritsma Nederländerna  | 6:43,94  |
| 10 000 meter Detaljer... | Johann Olav Koss Norge     | 13:30,55 (VR) | Kjell Storelid Norge        | 13:49,25 | Bart Veldkamp Nederländerna  | 13:56,73 |

### Damer
| Gren                    | Guld                        | Guld    | Silver                      | Silver  | Brons                      | Brons   |
| 500 meter Detaljer...   | Bonnie Blair USA            | 39,25   | Susan Auch Kanada           | 39,61   | Franziska Schenk Tyskland  | 39,70   |
| 1 000 meter Detaljer... | Bonnie Blair USA            | 1:18,74 | Anke Baier Tyskland         | 1:20,12 | Ye Qiaobo Kina             | 1:20,22 |
| 1 500 meter Detaljer... | Emese Hunyady Österrike     | 2:02,19 | Svetlana Fedotkina Ryssland | 2:02,69 | Gunda Niemann Tyskland     | 2:03,41 |
| 3 000 meter Detaljer... | Svetlana Bazjanova Ryssland | 4:17,43 | Emese Hunyady Österrike     | 4:18,14 | Claudia Pechstein Tyskland | 4:18,34 |
| 5 000 meter Detaljer... | Claudia Pechstein Tyskland  | 7:14,37 | Gunda Niemann Tyskland      | 7:14,88 | Hiromi Yamamoto Japan      | 7:19,68 |